# سارانه آلکساندریان
سارانه آلکساندریان ( فرانسوی: Sarane Alexandrian‎؛ ۱۵ ژوئن ۱۹۲۷ – ۱۱ سپتامبر ۲۰۰۹) فیلسوف، و منتقد ادبی ارمنی‌تبار اهل فرانسه بود.

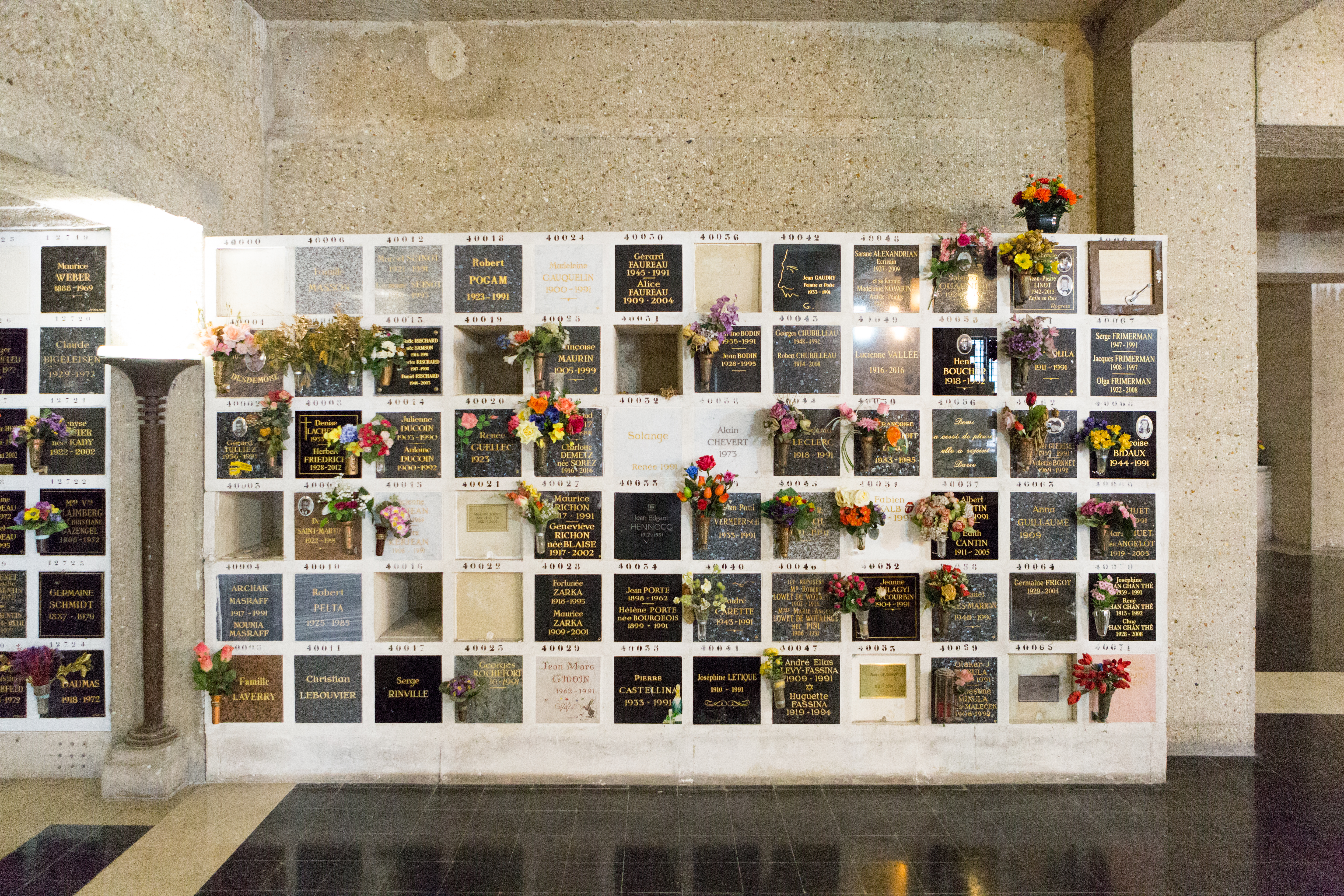

## زندگی‌نامه
وی در ۱۵ ژوئن ۱۹۲۷ در بغداد از پدری ارمنی (وارطان آلکساندریان، پزشک دهان) و مادری فرانسوی به دنیا آمد و در سن شش سالگی نزد مادربزرگ مادری‌اش به پاریس فرستاده شد.  وی در ۱۱ سپتامبر ۲۰۰۹ در سن ۸۲ سالگی در ایوری-سور-سن درگذشت و در گورستان پرلاشز به خاک سپرده شد.